# Føroya Fólkaháskúli
La Føroya Fólkaháskúli (Università popolare delle Fær Øer in italiano) è un'università popolare faroese. È situata a Tórshavn e fu fondata nel 1899 da Símun av Skarði e Rasmus Rasmussen, diventando la prima istituzione al mondo in cui si insegnava in lingua faroese e giocando in questo modo un ruolo determinante per l'emancipazione della cultura locale.

## Storia

### Le origini dell'università popolare
La prima università popolare fu fondata nel 1844 a Rødding, in Danimarca. L'obiettivo di Grundtvig, considerato il padre delle università popolari, era quella di dare anche alle fasce più basse della popolazione un'istruzione di alto livello relativa alla lingua, alla storia, alle attività agricole e alle istituzioni del proprio paese in un'ottica prevalentemente cristiana.

### Un'università popolare per le Fær Øer

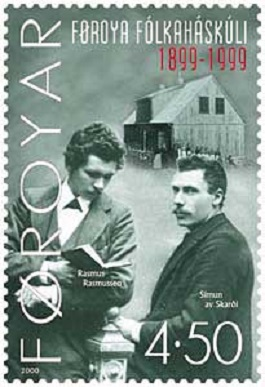
Símun av Skarði e Rasmus Rasmussen davanti alla prima sede della Føroya Fólkaháskúli a Klaksvík

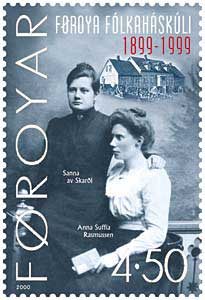
La seconda sede della Føroya Fólkaháskúli a Tórshavn, con Sanna av Skarði e Anna Suffía Rasmussen in primo piano

Le idee di Grundtvig ebbero eco anche alle Fær Øer e dal 1870 un gran numero di abitanti delle isole iniziò a trasferirsi in Danimarca per studiare nelle università popolari locali, dove particolare importanza veniva data all'insegnamento della lingua danese e della storia e della letteratura della Danimarca. Fu in quegli anni che iniziò a maturare negli studenti faroesi l'idea che una cosa simile fosse ormai necessaria anche per la loro terra d'origine. 
Questo tipo di consapevolezza nel frattempo iniziava a crescere anche nelle stesse Fær Øer, dove scrittori e intellettuali iniziarono a discutere su come la lingua e la cultura faroesi dovessero essere difese contro l'influenza dominante del danese. Riunitisi il 26 dicembre 1888 a Tórshavn, decisero di far fronte comune affinché il faroese guadagnasse maggiore importanza non solo nel mondo dell'istruzione, ma anche nella chiesa e nella pubblica amministrazione. Inoltre si decise anche di creare un'università popolare faroese, in cui avrebbe giocato un ruolo molto importante l'insegnamento della storia delle isole. Quest'università sarebbe stata indipendente dal sistema dell'istruzione ufficialmente riconosciuto.

### Símun av Skarði e Rasmus Rasmussen
Due giovani faroesi pensarono, pochi anni dopo, che fosse ormai giunto il momento di trasformare quelle dichiarazioni in realtà: quei due giovani erano Símun av Skarði e Rasmus Rasmussen. Símun aveva studiato alla Føroya Læraraskúla (Accademia pedagogica delle Fær Øer) di Tórshavn, ma al termine degli studi capì di non voler insegnare nelle scuole primarie e quindi decise, nel 1896, di proseguire gli studi alla Højskole di Askov, dove conobbe Rasmus Rasmussen. I due studiarono insieme per tre anni prima ad Askov e poi alla Statens Lærerhøjskole di Copenaghen, per poi decidere di fondare la prima università popolare faroese una volta tornati in patria. Símun si specializzò sulla lingua e la storia delle Fær Øer, mentre Rasmus in fisica e matematica.

### La fondazione
Nell'inverno del 1899, subito dopo il loro rientro dalla Danimarca, Símun e Rasmus aprirono a Klaksvík la Føroya Fólkaháskúli. In un primo momento la scuola era all'interno di un edificio in cui erano conservati alimentari. Chiaramente si trattava di una sistemazione temporanea in attesa di una sede più adatta, che fu trovata su un ripido pendio sulla costa ovest di Klaksvík. Rasmussen, che era anche un abile carpentiere, iniziò a costruire qui una casa con l'aiuto di altri uomini. Nel giro di un anno i lavori terminarono e la casa prese il nome di Fagralíð (lo splendido pendio). Anna Suffía Rasmussen, sorella di Símun av Skarði e moglie di Rasmus Rasmussen, fu nominata responsabile della scuola per i primi anni. Nel frattempo Súsanna Kathrina Jacobsen stava completando i suoi studi in Danimarca, dove si specializzò in economia domestica e cucito. Tornata in patria, nel 1901 sposò il fidanzato Símun av Skarði, diventando Sanna av Skarði. Anche lei entrò di conseguenza nella scuola, occupandosi di attività gestionali e dando occasionalmente lezioni. I primi problemi finanziari furono superati quando la fama della scuola si diffuse a livello nazionale, portando iscritti da tutto l'arcipelago.

### Il trasferimento a Tórshavn
Col passare del tempo la posizione remota della scuola iniziò a costituire un problema, in quanto non era facilmente raggiungibile. Non c'era nessuna strada che la collegasse al centro abitato, per cui era complicato rifornirla delle provviste come ad esempio il carbone. Si rese quindi presto necessario trasferire la scuola a Tórshavn, meglio collegata al resto dell'arcipelago. Nel 1909 la scuola fu abbattuta e ricostruita ad ovest della capitale faroese.

### Ultimi sviluppi
La scuola vide diminuire le sue attività durante gli anni delle due guerre mondiali, ma tra gli anni 1950 e gli anni 1960 fu ampliata con una mensa, una cucina, una palestra e aule moderne. Negli anni 1980 furono costruiti due nuovi edifici e, con la contemporanea crescita del nucleo urbano, si trovò pian piano inglobata nel cuore della città.

## Importanza culturale
La Føroya Fólkaháskúli è stata di grande importanza per l'emancipazione della lingua e della cultura delle Fær Øer. Nei suoi primi tre decenni di attività, essa è stata l'unica istituzione in cui gli abitanti dell'arcipelago potessero studiare la propria lingua, la propria storia e la propria letteratura. Ma, al di là di questo merito, il suo grande valore è dovuto al fatto che è riuscita a liberare il sistema educativo faroese dalla pesante influenza di quello danese, con notevoli ricadute sul piano dell'identità della comunità locale.

## Offerta formativa
Oggi le lezioni si tengono da gennaio a giugno e riguardano diverse discipline: storia, sociologia, letteratura, lingua faroese, filosofia, musica, teatro, fotografia, arte, cucina, cucito e lavorazione del legno. Generalmente le lezioni sono in faroese, ma nel caso di studenti stranieri ci sono corsi anche in altre lingue scandinave o in inglese. In media ogni corso ha tra i 25 e i 30 alunni, in quanto non sono ammessi i minori di diciassette anni. Come spesso accade in Scandinavia, la scuola è dotata di un collegio scolastico con tanto di dormitorio. 
Dal 2007 sono attivi anche dei corsi per bambini faroesi all'estero che vogliano migliorare le proprie abilità comunicative in faroese.

## Rettori
- Annfinnur Heinesen 2014 -
- Rói Patursson 1988–2014
- Thorben Johannesen 1980-1988 [1]
- Steinbjørn B. Jacobsen 1970–1980
- Marius Johannesen 1953–1970
- Jóhannes av Skarði 1942–1953
- Símun av Skarði 1899–1942